# Odúfecske
Az odúfecske (Tachycineta bicolor) a madarak osztályának a verébalakúak rendjébe, ezen belül a fecskefélék (Hirundinidae) családjába tartozó faj.

## Rendszerezése
A fajt Louis Pierre Vieillot francia ornitológus írta le 1808-ban, a Hirundo nembe Hirundo bicolor néven.

## Előfordulása
Kanada, az Amerikai Egyesült Államok, Saint-Pierre és Miquelon, Mexikó, a Bahama-szigetek, a Dominikai Köztársaság,  a Kajmán-szigetek, Kuba, Guadeloupe, Haiti, Jamaica, az Amerikai Virgin-szigetek, Belize, Costa Rica, Guatemala, Honduras, Nicaragua, Panama, Puerto Rico, a Turks- és Caicos-szigetek, Francia Guyana, Guyana, Kolumbia és Venezuela területén honos. Kóborlásai során eljut Ecuadorba, Grönlandra, Trinidad és Tobagóra, valamint az Egyesült Királyságba is.
Természetes élőhelyei a mocsarak és tavak környéke, valamint szántóföldek. Vonuló faj.

## Megjelenése
Testhossza 12–14 centiméter, testsúlya 17–25,5 gramm. Feje teteje, tarkója és háta kékes–zöld színű, torka és hasa fehér színű.

## Életmódja
Leginkább rovarokkal, puhatestűekkel és pókokkal táplálkozik, de néha gyümölcsöt is fogyaszt.

## Szaporodása
Fészke természetes vagy mesterséges odú, mely víz közelében található. Fészkét rétegesen készíti füvekből, ágakból és más madarak tollából. Fészekalja 4–7 fehér tojásból áll, mely 17 napon belül kikel. A fiókáknak 16–24 nap kell, míg tollazatuk kinő. 
|  |  |

|  |  |

## Természetvédelmi helyzete
Az elterjedési területe még rendkívül nagy, egyedszáma pedig stabil. A Természetvédelmi Világszövetség Vörös listáján nem fenyegetett fajként szerepel.

## Fordítás
- Ez a szócikk részben vagy egészben  a   Tree Swallow című angol Wikipédia-szócikk fordításán alapul.  Az eredeti cikk szerkesztőit annak laptörténete sorolja fel. Ez a jelzés csupán a megfogalmazás eredetét és a szerzői jogokat jelzi, nem szolgál a cikkben szereplő információk forrásmegjelöléseként.